# Wincenty Kociuba
Wincenty Kociuba (ur. 18 marca 1894 w Krasnymstawie, zm. 4 lipca 1940 w Kumowej Dolinie) – rolnik, polityk II Rzeczypospolitej, poseł na Sejm, polityk PSL „Wyzwolenie” i BBWR, działacz samorządowy, społecznik i członek zarządu banku, członek Rady Głównej  Centralnego Towarzystwa Organizacji i Kółek Rolniczych od 1934.
Syn Wojciecha z drugiego małżeństwa z Zofią z Frącków. Urodził się i zamieszkiwał w Krasnymstawie. Poślubił Agnieszkę z Zadrągów, ze związku tego przyszło na świat czworo dzieci: Marianna, Helena, Józefa i Mieczysław.
W czasie I wojny światowej został wcielony do wojska walczył w armii rosyjskiej. Po powrocie z frontu od maja 1918 działał w POW, m.in. brał czynny udział w rozbrajaniu okupantów.

## Początki pracy politycznej
W latach 1918–26 był członkiem PSL „Wyzwolenie” w Krasnymstawie, pełnił kluczowe funkcje, m.in. jako prezes i wiceprezes zarządu powiatowego. Po przełomie majowym oddał się główne pracom społecznym i samorządowym. W maju 1928 w ramach delegacji władz miasta Krasnegostawu - witał Prezydenta Ignacego Mościckiego w czasie jego wizyty w majątku Bzite. W 1928 z Piotrem Palonką i Adamem Jaworem przeszedł do BBWR. Wydają w formie ulotki „List otwarty do Pana dr Stanisława Wrony“. W BBWR od 1929 pełnił funkcję prezesa Rady Powiatowej.

## Praca w Sejmie RP
W 1930 Wincenty Kociuba kandydował w wyborach do Sejmu, w trakcie kampanii był sygnatariuszem odezwy Rady Głównej Obozu Agrariuszy, nawołującej do poparcia rządu Piłsudskiego i wyboru posłów współpracujących z jego rządem. Wybrany został na posła ogromną przewagą głosów. W okręgu 28 oprócz Wincentego Kociuby posłami na Sejm II RP - III kadencji (1930–1938) wybrani zostali – Jan Piłsudski i Józef Moczulski. Ślubowanie złożył 10 grudnia 1930.
Ponownie w 1935 kandydował do Sejmu z ramienia BBWR w okręgu wyborczym 36 (Chełm). Ludność niemal powszechnie głosowała na W. Kociubę z BBWR. Otrzymując 45.537 głosów uzyskał jeden z lepszych wyników w skali kraju. Ślubowanie złożył w dniu 4 października 1935 na pierwszym posiedzeniu Sejmu.
Wincenty Kociuba w 1930 zasiadał w klubie BBWR (grupa ludowa) a w 1935 w Kole Rolników (skarbnik) w klubie BBWR i OZN. Pracował w komisjach – w 1930 w komisji rolnej (zastępca członka) i skarbu a od 1935 w komisji pracy (wybrany w dniu 7 lutego 1936 na posiedzeniu dziewiątym, jego kandydaturę w ramach punktu porządku dziennego nr 3 zgłosił Marszałek Sejmu) i skarbu (wybrany w dniu 1 grudnia 1936 na posiedzeniu dwudziestym dziewiątym). W Sejmie IV kadencji działał w trzech Komisjach specjalnych: budowlanej (od 17 marca 1936 – posiedzenie dwudzieste pierwsze, jego kandydaturę zgłosił Marszałek Stanisław Car w ramach punktu nr 1 porządku dziennego), ds. oddłużenia rolnictwa (od 3 mraca 1938 – posiedzenie siedemdziesiąte siódme), ds. cen artykułów rolnych (od 17 lipca 1938 – posiedzenie osiemdziesiąte dziewiąte). Złożył w Sejmie projekt ustawy o zmianie ustawy z dnia 24 marca 1933 o ułatwieniach dla instytucyj kredytowych, przyznających dłużnikom ulgi w zakresie wierzytelności rolniczych – druk nr 715. Pierwsze czytanie tego projektu zostało zarządzone przez Marszałka Sejmu w czasie 77 posiedzenia w dniu 3 marca 1938.
Pełnił również inne funkcje państwowe: członka Wydziału Powiatowego i zastępcy członka Wydziału Wojewódzkiego Urzędu Wojewódzkiego w Lublinie.
Po rozwiązaniu BBWR w 1938 powstał Obóz Zjednoczenia Narodowego (OZN). W Lublinie przy tygodniku „Życie Lubelskie” powstał zespół osób rekrutujących się ze sfer kombatanckich i społecznych, który starał się stworzyć ośrodek ideowo-społeczny obozu pomajowego. Podobną inicjatywę podjęła Grupa Parlamentarna Działaczy Społecznych, w której pracach uczestniczył senator F. K. Lechnicki oraz posłowie Władysław Szczypa i Wincenty Kociuba. W lutym 1938 powołano w miejsce Tymczasowego Zarządu - Zarząd Okręgowy i Radę Okręgową OZN, na jednego z wiceprzewodniczących zostaje wybrany Wincenty Kociuba.

## Działalność samorządowa i społeczna
Był ponadto ławnikiem magistratu miasta Krasnegostawu, radnym miejskim, członkiem Wydziału Powiatowego i Prezesem Zarządu Komunalnej Kasy Oszczędnościowej w Krasnymstawie. Członkiem rady miasta był nieprzerwanie od 1919 jako członek PSL „Wyzwolenie” i następnie BBWR. W wyborach w 1930 do Rady wszedł z tego ugrupowania jedynie Wincenty Kociuba, w 1934, zasiadało już 14 przedstawicieli BBWR oraz 2 sympatyków. W ciągu całego okresu międzywojennego kilka osób wyborcy darzą szczególnym zaufaniem i zasiadają oni nieprzerwanie w Radzie Miejskiej – Adam Bojarski, Tomasz Knapiński oraz Wincenty Kociuba.
Brał czynny udział w pracy organizacji i towarzystw rolniczych. Pełnił funkcję Prezesa zarządu lubelskiego Związku Producentów Zbytu Bydła i Trzody Chlewnej, od 1934 członek Komitetu Związku Izb i Organizacji Rolniczych, od 1935 był wiceprezesem lubelskiej Izby Rolniczej. Od 1934 był członkiem władz centralnych (członek Rady Głównej), wojewódzkich (Lublin – wiceprezes towarzystwa wojewódzkiego) i powiatowych (Krasnystaw – prezes Rady i Zarządu) Towarzystwa Organizacji i Kółek Rolniczych.
Zasiadał we władzach powiatowych licznych związków i towarzystw. Był członkiem Zarządu Koła Powiatowego Związku Peowiaków, Zarządu powiatowego Związku Strzeleckiego, Zarządu Powiatowego LOPP (Liga Obrony Powietrznej i Przeciwgazowej), Komitetu Powiatowego PWiWF oraz Zarządu Powiatowego Straży Pożarnych i innych.
Był jednym z inicjatorów powołania w Krasnymstawie uczelni rolniczej i także wykładowcą w tej szkole. Między innymi dzięki jego zaangażowaniu otwarto siedmioklasową szkołę powszechną przy ul. Mostowej w Krasnymstawie na tzw. Zawieprzu (obecna Szkoła Podstawowa nr 5).
Był współwłaścicielem Zakładów Mięsnych w Chorzowie oraz zasiadał w radzie nadzorczej Towarzystwa Akcyjnego „Azot” w Borach pod Jaworznem wraz z prof. Mościckim.

## Tworzenie zrębów konspiracji
Już na początku okupacji niemieckiej Wincenty Kociuba współorganizował na Lubelszczyźnie Służbę Zwycięstwa Polsce (SZP), następnie działał w ZWZ. W Krasnymstawie w domu Franciszka Rysaka na początku 1940 zaprzysiężono do organizacji kilkunastu byłych legionistów, peowiaków i działaczy społeczno-politycznych. Jednym z liderów tego ruchu, obok kpt. Stanisława Krawczyka był Wincenty Kociuba.

## Śmierć
5 czerwca 1940 Wincenty Kociuba został aresztowany w Krasnymstawie przez gestapo wraz z innymi przedstawicielami miejscowej inteligencji. Zostali oni następnie przewiezieni do więzienia, gdzie poddawano ich torturom. Aresztowań dokonano na polecenie oberscharfurera SS Raschendorfera w ramach akcji AB mającej na celu wymordowanie przedstawicieli polskiej inteligencji. Około dwudziestu aresztowanych osób po 1-2 dniowym pobycie w krasnostawskim więzieniu przewieziono samochodami do więzienia w Chełmie. Trzymani byli tam około miesiąca. Aresztowani byli rygorystycznie izolowani, nie przyjmowano paczek od rodzin i udzielano fałszywych informacji co do ich miejsca pobytu. 3 i 4 lipca 1940 (lub w nocy z 3 na 4) grupa krasnostawska i chełmska przewieziona zostaje trzema samochodami krytymi plandeką do lasu Góry za Kumową Doliną k. Chełma. Wszyscy zostali rozstrzelani, zwłoki ofiar – najprawdopodobniej 36 osób, wrzucono do dołów po wybranym piachu i zasypano.
Na miejscu tej egzekucji wzniesiony został w październiku 1963 z fundacji mieszkańców miasta Chełma oraz rodzin ofiar duży granitowy pomnik z płytą z nazwiskami zamordowanych. Pomnik odsłonięty został 5 czerwca 1966. Nazwiska zamordowanych znalazły się również na marmurowych tablicach w bazylice Najświętszej Marii Panny w Chełmie.
Za zasługi na polu pracy państwowej i społecznej został jeszcze za życia odznaczony m.in.: Krzyżem Oficerskim Orderu Polonia Restituta oraz Brązowym Krzyżem Zasługi (1930).
W lipcu 2004 Prezydium Sejmu zdecydowało o uczczeniu pamięci parlamentarzystów II RP – ofiar lat wojny i okupacji. Zdecydowano o umieszczeniu w holu głównym gmachu sejmowego marmurowej tablicy z ich nazwiskami. Znalazło się tam również nazwisko Wincentego Kociuby. Przy okazji tej akcji wydana została również książka z biogramami zamordowanych parlamentarzystów.
Wincenty Kociuba wspomniany został w satyrycznej fraszce z lat 30. XX wieku opublikowanej w „Cyruliku Warszawskim“.

## Biogramy
Biogramy Wincentego Kociuby znalazły się w licznych wydawnictwach m.in. w „Polskim Słowniku Biograficznym“, t. XIII (oprac. I. Pawelec), leksykonach – „Kto był kim w II RP“  (oprac. A. Paciorek), „Leksykonie historii Polski“ M. Czajki, M. Kamlera i W. Sienkiewicza, książce „Posłowie na Sejm II Rzeczypospolitej ofiary wojny i okupacji 1939-1945“ oraz albumach – „Album Skorowidz Senatu i Sejmu Rzczeczypospolitej Polskiej oraz Sejmu Śląskiego - Kadencja 1935-1940“ oraz „Sejm i Senat 1935-1940, IV kadencja” (oprac. Scriptor) i wielu innych znaczących wydawnictwach.